# Hjørring Nordre Provsti
Hjørring Nordre Provsti er et provsti i Aalborg Stift. Det dækker Læsø Kommune og den nordlige del af Hjørring Kommune.
Hjørring Nordre Provsti består af 21 sogne med 23 kirker, fordelt på 9 pastorater.

## Pastorater
| Pastorater i Hjørring Nordre Provsti | Pastorater i Hjørring Nordre Provsti | Pastorater i Hjørring Nordre Provsti            |
| ------------------------------------ | ------------------------------------ | ----------------------------------------------- |
| Bindslev-Sørig Pastorat              | Bjergby-Mygdal Pastorat              | Byrum-Hals-Vesterø Pastorat                     |
| Hirtshals Pastorat                   | Horne-Asdal Pastorat                 | Lendum-Hørmested-Tolne- Mosbjerg-Ugilt Pastorat |
| Sindal-Astrup Pastorat               | Tornby-Vidstrup Pastorat             | Tversted-Uggerby Pastorat                       |

## Sogne
| Sogne i Hjørring Nordre Provsti | Sogne i Hjørring Nordre Provsti | Sogne i Hjørring Nordre Provsti |
| ------------------------------- | ------------------------------- | ------------------------------- |
| Asdal Sogn                      | Astrup Sogn                     | Bindslev Sogn                   |
| Bjergby Sogn                    | Byrum Sogn                      | Hals Sogn                       |
| Hirtshals Sogn                  | Horne Sogn                      | Hørmested Sogn                  |
| Lendum Sogn                     | Mosbjerg Sogn                   | Mygdal Sogn                     |
| Sindal Sogn                     | Sørig Sogn                      | Tolne Sogn                      |
| Tornby Sogn                     | Tversted Sogn                   | Uggerby Sogn                    |
| Ugilt Sogn                      | Vesterø Sogn                    | Vidstrup Sogn                   |